# كلير كليرمونت
كلارا ماري جين كليرمونت (27 أبريل 1798 - 19 مارس 1879)، أو كلير كليرمونت كما كانت معروفة، أخت الكاتبة ماري شيلي وأم أليغرا -ابنة اللورد بايرون. يُعتقد أنها موضوع قصيدة كتبها بيرسي بيش شيلي.

## بايرون

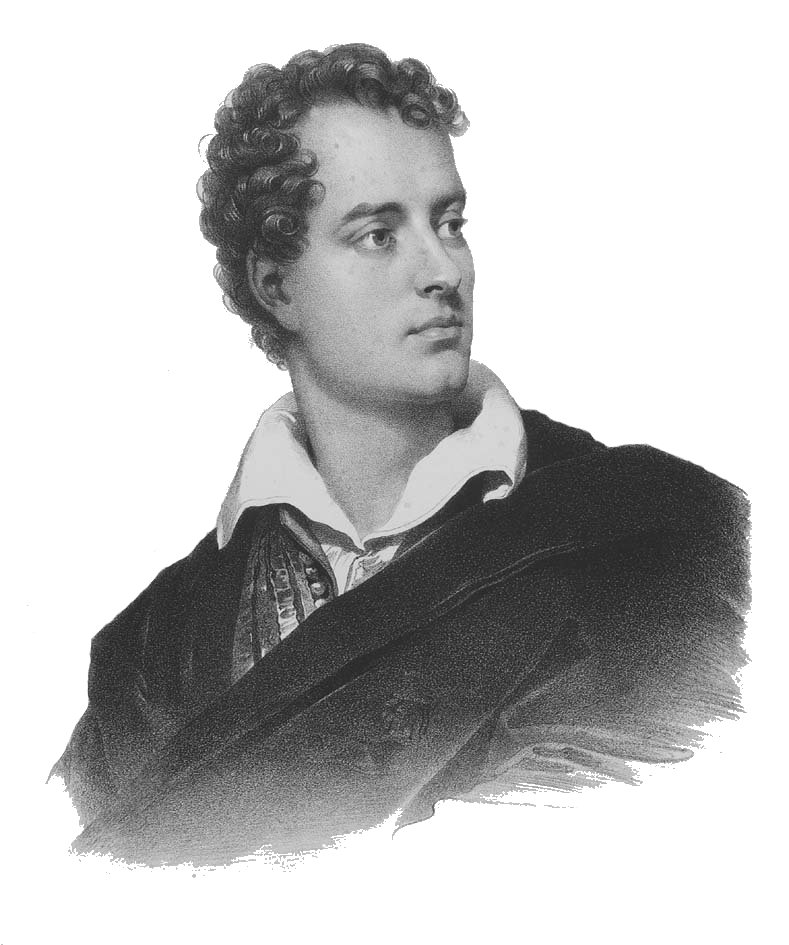
لورد بايرون

في السادسة عشرة من عمرها، كانت كليرمونت امرأة سمراء نابضة بالحياة تتمتع بصوت غنائي جيد وتعطش للتقدير. ازداد التوتر في حياتها المنزلية إذ غرق زوج والدتها ويليام غودوين في الديون، وأصبحت علاقات والدتها مع ماري ابنة غودوين أكثر توترًا. ساعدت كليرمونت أختها غير الشقيقة في اجتماعاتها السرية مع بيرسي بيش شيلي، الذي كان قد أعلن إيمانه بالحب الحر وسرعان ما ترك زوجته هارييت وطفلين صغيرين ليكون مع ماري. عندما هربت ماري مع شيلي في يوليو 1814، ذهبت معهما كليرمونت. تتبعت والدة كليرمونت المجموعة إلى نزل في كاليه، لكنها لم تستطع إقناع كليرمونت بالعودة إلى المنزل معها. احتاج غودوين إلى المساعدة المالية التي يمكن أن يوفرها الأرستقراطي شيلي.
بقيت كليرمونت مع عائلة شيلي في تجوالهم في جميع أنحاء أوروبا. سار الشباب الثلاثة عبر فرنسا التي مزقتها الحرب إلى سويسرا، وتخيلوا أنفسهم شخصيات في رواية رومانسية، بحسب ما ذكرت ماري شيلي لاحقًا، لكنهم دائمًا ما قرأوا على نطاق واسع وكتبوا وناقشوا العملية الإبداعية. في الرحلة، قرأت كليرمونت روسو وشكسبير وأعمال والدة ماري، ماري وولستونكرافت. كتبت كليرمونت في يومياتها أثناء قراءتها لمسرحية الملك لير: «ما الذي يجب أن تفعله كورديليا المسكينة -الحب والتزام الصمت». «أوه، هذا صحيح -الحب الحقيقي لن يظهر للعيان- إنه يكمن في التلميحات السرية». أثارت شخصية كورديليا مشاعر كليرمونت لدرجة أنها عانت من أحد «مخاوفها»، وهي نوبة هستيرية، بحسب ما سجلت ماري شيلي في دفتر يومياتها في اليوم نفسه. كانت كليرمونت محاطة بالشعراء والكتاب، فكان لها محاولاتها الأدبية الخاصة. خلال صيف عام 1814، بدأت قصة بعنوان الأحمق، فقدت منذ ذلك الحين. في 1817-1818، ألفت كتابًا حاول بيرسي بيشي شيلي نشره دون نجاح. لم تتمتع كليرمونت بموهبة أختها غير الشقيقة وصهرها الأدبية لكنها دائمًا ما تاقت لاحتلال الصدارة. خلال هذه الفترة غيرت اسمها من «جين» أولًا إلى «كلارا» وأخيرًا إلى «كلير» الأكثر رومانسية.
كانت تصميمات كليرمونت الرومانسية على شيلي محبطة في البداية، لكن عائلة شيلي جعلتها على اتصال مع اللورد بايرون، الذي دخلت معه في علاقة غرامية قبل أن يغادر إنجلترا في عام 1816 للعيش في الخارج. (تميز العام بالفشل الزراعي والمجاعة الأوروبية على نطاق واسع، وشهد أيضًا التقدم الأدبي الكبير حيث تحصنت دائرة غودوين شيلي بايرون في الداخل، عُرف عام 1816 لاحقًا باسم «سنة بلا صيف»). كانت كليرمونت تأمل في أن تصبح كاتبة أو ممثلة وكتبت إلى بايرون تطلب «المشورة المهنية» في مارس 1816، عندما كان عمرها 18 عامًا تقريبًا. كان بايرون مخرجًا في مسرح دروري لين. تابعت كليرمونت لاحقًا رسائلها بزيارات، وأحيانًا أحضرت معها ماري، التي بدت وكأنها تشير إلى أن بايرون ربما يجدها جذابة أيضًا. كتبت كليرمونت إلى بايرون: «هل تعلم أنني لا أستطيع التحدث إليك عندما أراك؟ أنا محرجة جدًا ولا أشعر إلا بالميل لأخذ كرسي صغير والجلوس عند قدميك». لقد «قصفته ببيانات يومية عاطفية»، قائلة له إنه لا يحتاج إلا إلى القبول «لطالما رغبت في إعطائك قلبي». رتبت لهما لقاء في نزل ريفي. أوضح بايرون، الذي كان في حالة اكتئاب بعد انفصاله عن آن إيزابلا ملبانك والفضيحة المتعلقة بعلاقته بأخته غير الشقيقة أوغوستا لي، لكليرمونت قبل مغادرته أنها لن تكون جزءًا من حياته، لكنها ظلت مصممة على تغيير رأيه.
أقنعت ماري وبيرسي شيلي بضرورة اتباع بايرون إلى سويسرا، حيث قابلوه وطبيبه الشخصي، جون ويليام بوليدوري، في فيلا ديوداتي على ضفاف بحيرة جنيف. من غير المعروف ما إذا كانت كليرمونت تعلم أنها حامل بطفل بايرون في بداية الرحلة، ولكن سرعان ما أصبح واضحًا لكل من رفاقها في السفر وبايرون بعد وقت قصير من وصولهم إلى بابه. في البداية حافظ على رفضه لرفقة كليرمونت وسمح لها بأن تكون في حضوره فقط بصحبة عائلة شيلي، لاحقًا، استأنفا علاقتهما الجنسية لبعض الوقت في سويسرا. قدمت كليرمونت وماري أيضًا نسخًا منقحة من عمل بايرون الحالي الجاري، حج تشايلد هارولد.

كانت كليرمونت هي العاشقة الوحيدة، بخلاف كارولين لامب، التي أشار إليها بايرون «بالشريرة الصغيرة». اعترف بايرون بهذه العلاقة الغرامية في رسالة إلى أخته غير الشقيقة أوغستا لي، وكتب:
ما الذي يمكنني فعله؟ -فتاة حمقاء- على الرغم من كل ما يمكنني قوله أو فعله -ستأتي ورائي- أو بالأحرى ذهبت قبلي -لأنني وجدتها هنا.... لا أستطيع ممارسة الرواقية مع امرأة سعت ثمانمائة ميل لتغيير فلسفتي.
أشار إليها أيضًا في رسالة إلى دوغلاس كينيرد (20 يناير 1817):
كما تعلم -وأعتقد أنك رأيت ذات مرة تلك الفتاة ذات الرأس الغريب [كلير كليرمونت]- التي قدمت نفسها لي قبل وقت قصير من مغادرتي إنجلترا -لكنك لا تعرف- أنني وجدتها مع شيلي وشقيقتها في جنيف -لم أحبها أبدًا ولم أتظاهر بحبها -لكن الرجل رجل- وإذا أتت فتاة تبلغ من العمر ثمانية عشر عامًا تقفز إليك طوال ساعات الليل -ليس هناك سوى طريقة واحدة- ولكن الفكرة من ذلك أنها كانت هناك مع طفل- وعادت إلى إنجلترا للمساعدة في تعمير تلك الجزيرة المقفرة... يأتي هذا من «وضع الشيء» (كما يسميه جاكسون) دون التفكير في العواقب -وبالتالي يأتي الناس إلى العالم.
قالت كليرمونت لاحقًا إن علاقتها مع بايرون لم تمنحها سوى بضع دقائق من المتعة، لكنها عانت من المتاعب طوال حياتها.

## ولادة أليغرا
تركت المجموعة بايرون في سويسرا في نهاية الصيف وعادت إلى إنجلترا. استقرت كليرمونت في باث، وفي يناير 1817 أنجبت، ألبا، والتي تغير اسمها في النهاية إلى أليغرا. طوال فترة الحمل، كتبت كليرمونت رسائل طويلة إلى بايرون، طلبت فيها انتباهه ووعده برعايتها والطفل، وأحيانًا سخرت من أصدقائه، وذكرته بمدى استمتاعه بممارسة الحب معها، وأحيانًا هددت بالانتحار. تجاهل بايرون، الذي كرهها في هذا الوقت، الرسائل. في العام التالي، غادرت كليرمونت مع عائلة شيلي إنجلترا وسافروا مرة أخرى إلى بايرون، المقيم في إيطاليا. شعرت كليرمونت أن المستقبل الذي يمكن أن يوفره بايرون لابنتهما سيكون أكبر من أي شيء يمكنها منحه للطفل، وبالتالي، رغبت أن يرعى أليغرا.
عند وصولها إلى إيطاليا، رفض بايرون مرة أخرى كليرمونت. رتب لتسليم أليغرا إلى منزله في البندقية ووافق على تربية الطفلة شريطة بقاء كليرمونت بعيدة عنها. سلمت كليرمونت على مضض أليغرا إلى بايرون.

## بيرسي بيش شيلي
ربما كانت كليرمونت متورطة جنسيًا مع بيرسي بيش شيلي في فترات مختلفة، على الرغم من أن كاتبي سيرة كليرمونت، جيتينغز ومانتون، لم يجدا أي دليل قاطع. مازح صديقهم توماس جيفرسون هوغ عن «شيلي وزوجتيه» ماري وكلير، وهي ملاحظة سجلتها كليرمونت في دفتر يومياتها. كانت كليرمونت أيضًا متعاطفة تمامًا، أكثر من ماري، مع نظريات شيلي حول الحب الحر، والعيش الجماعي، وحق المرأة في اختيار عشاقها، وبدء الاتصال الجنسي خارج الزواج. بدت وكأنها تصور الحب على أنه «مثلث» واستمتعت بكونها الطرف الثالث. أقامت صداقة وثيقة مع شيلي، وأطلقت عليه اسم «طفلي الجميل»، وقد ألهمت عمله وغذته.